# Gildo Siorpaes
Gildo Siorpaes  (ur. 12 stycznia 1938 w Cortinie d’Ampezzo) – włoski bobsleista i narciarz alpejski. Brązowy medalista olimpijski z Innsbrucku.
Zawody w 1964 były jego jedynymi igrzyskami olimpijskimi. Startował w bobslejach. Zajął trzecie miejsce w czwórkach, w osadzie  
Eugenio Montiego. W narciarstwie alpejskim odnosił sukcesy na poziomie krajowym, był m.in. mistrzem Włoch w zjeździe w 1963.
Jego brat Sergio także był bobsleistą, medalistą olimpijskim. Ich szwagierka, szwajcarska narciarka alpejska Yvonne Rüegg była mistrzynią olimpijską w 1956.